# Banco do Estado de Santa Catarina
O Banco do Estado de Santa Catarina S.A. (BESC) foi um banco brasileiro, com base em Santa Catarina. Fundado nos anos 1960, tinha, em seu auge, tinha 390 agências, com pelo menos uma em cada cidade catarinense.
Após anos de gestões problemáticas, CPIs, ameaças de liquidação, privatização e intervenções do Banco Central, o BESC passou a ser administrado pelo governo federal em 1999 e acabou sendo progressivamente incorporado pelo Banco do Brasil, processo que terminou em abril de 2009 e que serviu de modelo para outras incorporações como a do Banco do Estado do Piauí e da Nossa Caixa.

## História

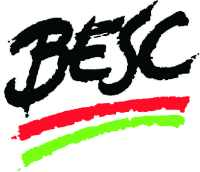
Logo antiga do BESC, usada até 1999.

O banco foi fundado em 21 de julho de 1962, por famílias alemãs que aclamavam pela organização e o progresso de um bom banco estadual.
Devido aos problemas econômicos durante o Regime Militar, o banco começou a entrar em decadência e suas agências se viam antigas e desestruturadas se comparadas às de outros bancos. Em 1983 a Assembleia Legislativa de Santa Catarina cria uma Comissão Parlamentar de Inquérito para investigar irregularidades, sendo arquivada dois anos depois, Uma intervenção de treze meses foi feita pelo Banco Central do Brasil entre 1987 e 1988. Acusações de uso partidário do banco decorrem desse período, quando o estado era governado por Esperidião Amin, vindo a tona na época que Amin se candidatou a presidente em 1994.

### Ameaça de privatização e federalização
O banco esteve, por muito tempo, ameaçado de privatização por parte do governo catarinense. Em 1999, o BESC, que estava perto da liquidação, era investigado por uma nova CPI, e Esperidião Amin, que tinha virado governador mais uma vez, iniciou a retirada dos entraves burocráticos que impediam a privatização, passando na Assembleia Legislativa de Santa Catarina uma alteração na lei que impedia a privatização na constituição do estado e aos poucos eliminando a estabilidade dos trabalhadores do banco com um plano de demissão incentivada. Além disso, o controle do banco passou pra o governo federal, evitando a liquidação, mas também preparando para a privatização com o apoio de Brasília, sendo, na prática, federalizado.
Em 2002, candidatos de oposição aos governos federal e estadual vigentes - Luiz Inácio Lula da Silva e Luis Henrique da Silveira - prometeram que não iriam privatizar o banco e saíram vencedores das eleições. Amin, que tentava se reeleger, foi derrotado no pleito.

### Incorporação pelo Banco do Brasil
Após as eleições, Eurides Mescolotto foi indicado como presidente do banco pelo governo federal e o assunto privatização desapareceu. Em 2003, a sede do banco na rodovia SC-401, em Florianópolis, foi vendida ao governo do Santa Catarina e convertida no novo Centro Administrativo do Governo.
Em 2006 o governador Luis Henrique da Silveira envia a Assembleia Legislativa de Santa Catarina um projeto para possibilitar a desobrigação das contas do governo estadual e do funcionalismo catarinense serem no BESC, que era a última relação legal que o Governo de Santa Catarina ainda mantinha com o banco. O projeto foi polêmico e foi aprovado sob vaias de funcionários e sindicalistas. Um vez aprovado, o governo leiloa a concessão das contas, com a vitória do Bradesco, que tinha interesse em adquirir o próprio BESC. Entretanto, o governo federal barra a concessão, pois o contrato de federalização previa a manutenção das contas no BESC. A justificativa: o governo federal queria comprar o banco estadual através do Banco do Brasil, com a perspectiva de manter os bancos públicos como agentes dentro da política de desenvolvimento econômico, além de afastar o concorrente direto, o Bradesco, que, caso absorvesse o BESC, passaria o BB e se tornaria o banco com maior presença em Santa Catarina.
A incorporação foi uma operação inédita no país. Outras aquisições posteriores do Banco do Brasil, como a da Nossa Caixa, de São Paulo, e a do Banco do Estado do Piauí, seguiram o modelo da incorporação do BESC.
Os trâmites levaram mais de um ano e meio, com a operação tendo que ser aprovada pelo Senado Federal e pelas próprias partes, que divergiam em vários assuntos, como o tempo de manutenção da marca BESC - o Banco do Brasil queria mantê-la por um ano, mas acabou cedendo a vontade do governo catarinense e manteve a marca por cinco anos até a absorção completa. Os funcionários do BESC foram absorvidos pelo BB e as agências mantidas. O BESCRI, voltado a crédito imobiliário, também foi absorvido. Já o governo do estado recebeu o equivalente à venda do banco.

## Serviços
O BESC possuía em seu auge 390 agências e 219 postos de atendimento bancário, totalizando 475 pontos de atendimento. O BESC possuía agências em todo o sul do país e em alguns em outros estados (Brasília, Rio de Janeiro, São Paulo, Porto Alegre, Curitiba, Campinas e Ribeirão Preto). No momento da incorporação pelo Banco do Brasil, eram 252 agências, sendo 248 em Santa Catarina, e ainda quatro fora do estado - no Rio de Janeiro, em Brasília, em Porto Alegre e em Curitiba, e era o maior banco em Santa Catarina, com rede de agências 25% maior que o Banco do Brasil e 110% maior que o Bradesco.
Em 2006, possuía uma agência em cada cidade catarinense, o que foi amplamente divulgado na época. Sendo um banco regional, era a única instituição bancária de alguns municípios catarinenses. Além da carteira comercial, também possuía uma carteira de investimentos e aplicações em Santa Catarina.